# Крылов, Юрий Фёдорович
Юрий Фёдорович Крылов — советский и российский фармаколог.
Доктор медицинских наук, профессор.
Окончил с красным дипломом Рязанский медицинский институт им. акад. И. П. Павлова (1961). Ещё будучи студентом начал заниматься научной деятельностью. В 1965 г. защитил кандидатскую диссертацию. В 1961—1970 гг. преподавал в альма-матер. В 1970—1979 гг. преподавал на кафедре фармакологии Московского медицинского стоматологического института. В 1975 г. защитил докторскую дисс. «Ацетилирование ароматических аминов в организме и его лекарственная регуляция». В 1979—1988 гг. возглавлял НИИ по стандартизации и контролю лекарственных средств Минздрава СССР. В 1988—2001 гг. зав. кафедрой фармакологии Московского медико-стоматологического университета. В 1991—1999 гг. председатель Фармакопейного государственного комитета МЗ РФ.
Также являлся председателем Комиссии по печатной пропаганде Всесоюзного общества «Знание».
С 1993 по 1999 г. был главным редактором справочника «Регистр лекарственных средств России».
Ученик А. А. Никулина и К. М. Лакина.
Академик Международной академии информатизации.
Вторая жена Ирина — дочь С. Н. Фёдорова.
Переехал в Англию.
Автор 300 научных работ, в том числе учебника «Фармакология» (Учеб. для стоматол. фак. М., 1999), 3 монографий и 5 научно-популярных книг.